# Фон Тауншип (округ Аллегені, Пенсільванія)
Фон Тауншип (англ. Fawn Township) — селище (англ. township) в США, в окрузі Аллегені штату Пенсільванія. Населення — 2210 осіб (2020).

## Демографія
Згідно з переписом 2010 року, у селищі мешкало 2376 осіб у 963 домогосподарствах у складі 705 родин. Було 1041 помешкання
Расовий склад населення:
| - 97,9 % — білих - 0,7 % — азіатів - 0,4 % — чорних або афроамериканців - 0,1 % — корінних американців |

До двох чи більше рас належало 0,8 %. Частка іспаномовних становила 0,4 % від усіх жителів.
За віковим діапазоном населення розподілялося таким чином: 18,2 % — особи молодші 18 років, 64,1 % — особи у віці 18—64 років, 17,7 % — особи у віці 65 років та старші. Медіана віку мешканця становила 46,8 року. На 100 осіб жіночої статі у селищі припадало 107,0 чоловіків;  на 100 жінок у віці від 18 років та старших — 104,6 чоловіків також старших 18 років.
Середній дохід на одне домашнє господарство  становив 69 695 доларів США (медіана — 55 893), а середній дохід на одну сім'ю — 82 875 доларів (медіана — 69 803). Медіана доходів становила 52 219 доларів для чоловіків та 36 953 долари для жінок. За межею бідності перебувало 5,8 % осіб, у тому числі 7,8 % дітей у віці до 18 років та 1,9 % осіб у віці 65 років та старших.
Цивільне працевлаштоване населення становило 1120 осіб. Основні галузі зайнятості: освіта, охорона здоров'я та соціальна допомога — 19,9 %, виробництво — 15,4 %, роздрібна торгівля — 14,2 %.